# 단층지진설

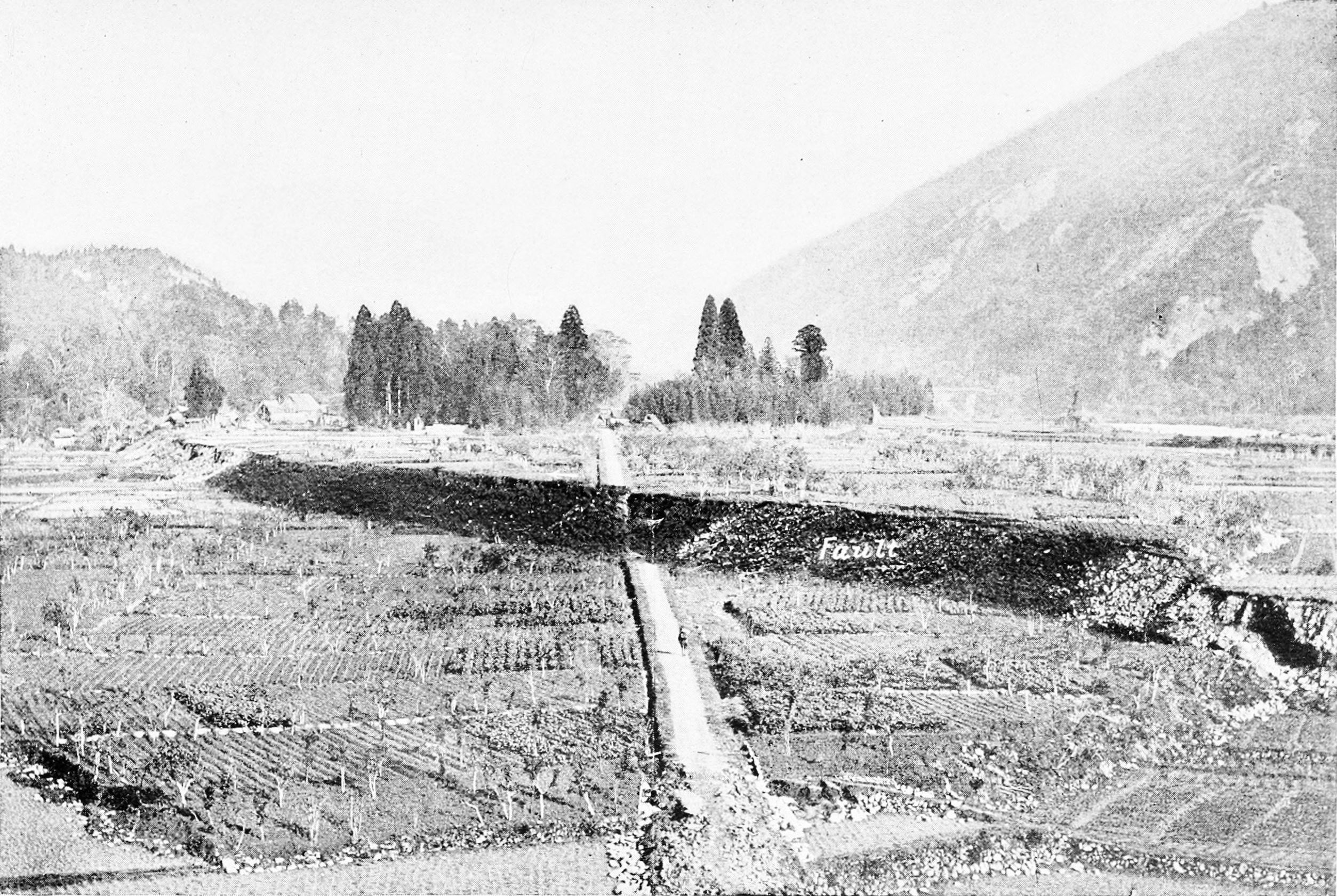
1891년 일본 노비 지진 당시 네오다니 단층이 드러난 모습.

단층지진설(斷層地震說)이란 단층의 운동 그 자체가 지진이며, 흔들림을 일으킨다는 가설을 의미한다.
단층지진설이 처음 제기된 것은 1891년에 일어난 노비 지진이 발생한 이후 네오다니 단층이 드러난 것을 본 지진학자 고토 분지로가 단층과 지진과의 관계를 확신하고 1893년 단층지진설을 처음 주창하였다. 이전까지는 함몰지진, 융기지진, 암석관입설 등 어떠한 원인으로 지구의 지각이 변형되어 지진이 발생하고, 단층은 지진으로 만들어진 그 결과물이라는 설이 많았으나 단층지진설은 이와는 반대로 단층이 원인으로 지진이 발생한다는 설이다.
20세기 들어 1917∼1918년경 일본의 시다 도시(志田順, 1876∼1936년)는 지진이 일어났을 때에 지면이 최초 진원에 대해 끌리는 식으로 움직였는지 밀리는 식으로 움직였는지를 지진계 기상(記象)에서 판독하여, 이를 관측점마다 지도상에 기입해 보고 규칙적인 분포를 이룬다는 것을 발견하였다. 이러한 P파 초동(初動)의 분포에는 두 가지 형이 있는데, 하나는 사상한형(四象限型), 또 하나는 진앙 부근의 원내에 한정된 형(밀린 원추형)으로, 사상한형은 단층의 생성에 의해 설명되고 후자는 진앙 부근의 지각의 침강으로 설명된다. 이와 같은 얼개를 발진기구라 한다. 그 후, 사상한형으로 초동이 분포하는 지진은 수없이 발견되어, 한때는 단층지진설이 지진의 원인을 설명하는 가설로 유행했다.

## 같이 보기
- 탄성반발설
- 마그마 관입설